# Palpusia goniopalpia
Palpusia goniopalpia is een vlinder uit de familie van de grasmotten (Crambidae), uit de onderfamilie van de Spilomelinae. De wetenschappelijke naam van deze soort is voor het eerst voorgesteld als Pilocrocis goniopalpia door George Francis Hampson in een publicatie uit 1912.
De soort komt voor in Colombia.